# Ludowy Komisariat Oświaty Rosyjskiej FSRR
Ludowy Komisariat Oświaty Rosyjskiej Federacyjnej Socjalistycznej Republiki Radzieckiej (ros. Народный комиссариат просвещения РСФСР, Наркомпрос РСФСР) –  organ władzy państwowej w Rosyjskiej FSRR, w latach 1920—1930 kontrolujący praktycznie wszystkie humanitarno-kulturalne sfery życia obywateli: wykształcenie, naukę, bibliotekarstwo, wydawnictwa, muzea, teatry, kino, kluby, parki kultury i wypoczynku, ochronę pomników architektury i kultury, zespoły twórcze, międzynarodowe kontakty kulturalne itp. 
We współczesnej Rosji państwową regulację w tych dziedzinach sprawują Ministerstwo Edukacji i Nauki Federacji Rosyjskiej (ros. Министерство образования и науки Российской Федерации i Ministerstwo Kultury Federacji Rosyjskiej ros. Министерство культуры Российской Федерации.
Komisariat został utworzony dekretem II Wszechrosyjskiego Zjazdu Rad 26 października (8 listopada) 1917. Pracami Komisariatu, który w 1918 liczył 17 wydziałów, kierowała Państwowa Komisja Oświaty, a od czerwca 1918 kierownictwo sprawowało kolegium (Anatolij Łunaczarski, Nadieżda Krupska, Pantielejmon Lepieszynski, Wiktor Pozner, Dawid Riazanow, Pawieł Szternberg), które zastąpiło Komisję, przekształconą w 1918 w Państwową Radę Naukową (ros. Государственный учёный совет, ГУС).